# 大溪交流道
24°53′31″N 121°15′52″E / 24.891907°N 121.264368°E
大溪交流道為臺灣國道三號的交流道，位於臺灣桃園市大溪區，指標為62k。
|      | 62 大溪 | 南下                | 中壢 大溪 |
| 北上 | 62 大溪 | 中壢 平鎮 慈湖 大溪 |           |

## 鄰近公路
- 台66線：大溪端
- 台3線
- 市道112號
- 市道112甲線
- 桃64線

## 可藉由此交流道前往的景點
- 慈湖陵寢
- 大溪陵寢
- 李騰芳古宅
- 齋明寺
- 龍潭武德殿
- 大溪老街
- 石門水庫

## 後續計畫

### 大溪交流道周邊轉運站
桃園市政府推展大溪鎮觀光產業，使周遭衍生交通問題，因此交通部撥款給桃園市政府進行大溪交流道周邊轉運站規劃，將來旅客搭乘國道客運車在交流道下車後，轉搭接駁車進入城區，減少塞車狀況。

## 外部連結
- 國道三號大溪交流道示意圖 （页面存档备份，存于）（交通部高速公路局）